# Varanodon agilis
Varanodon és un gènere de pelicosaure de la família dels varanòpids. Els fòssils descoberts en la formació Chickasha (Oklahoma) daten del Roadià al Kungurià, dins del Permià. Mesuraven d'entre 1,2 i 1,4 metres de longitud.

## Descripció
Varanodon té una longitud d'entre 1,2 i 1,4 metres de longitud, les cames llargues i primes. Els registres fòssils mostren que el crani podria haver tingut algun tipus de finestra anteorbital, una característica que altres animals no posseïen. És possible, per tant, que aquesta finestra era causa de la mala conservació de la mostra. El crani era d'aproximadament uns 43 centímetres de llarg, amb una esquena que s'estenia cap enrere sobre la línia de la mandíbula. La mandíbula era més llarga que el crani, i hi havia una finestra gran. Les vèrtebres de la columna cervical són més curtes, el que suggereix que els músculs del coll eren forts. Els ossos de les cames són generalment robustos: el cúbit i el radi són enormement amples.